# Johann von Konstanz
Johann von Konstanz (urkundlich belegt zwischen 1281 und 1312 in Konstanz) war ein geistlich gebildeter Dichter, der im alemannischen Dialekt schrieb.
Seine in der Weingartner Liederhandschrift überlieferte Minnerede Der werden Minne Lehre (Minnelehre), die zunächst irrtümlich Heinzelin von Konstanz zugeschrieben wurde, ist mit 2500 Versen eine der umfangreicheren Dichtungen der Gattung. Sie verbindet allegorische Motive, wie sie auch der französische Rosenroman kennt, mit antiken Motiven aus der Tradition Ovids.

## Ausgaben
- Franz Pfeiffer (Hrsg.): Heinzelein von Konstanz. Weigel, Leipzig 1852 (enthält Johanns Der Minne Lehre sowie Heinzeleins Von dem Ritter und von dem Pfaffen und Von den zwei Sanct Johansen; online in der Google-Buchsuche)
- Dietrich Huschenbett (Hrsg.): Die Minnelehre des Johann von Konstanz. Nach der Weingartner Liederhandschrift unter Berücksichtigung der übrigen Überlieferung. Reichert, Wiesbaden 2002, ISBN 3-89500-274-7.